# Aydın Toscalı
Aydın Toscalı (* 14. August 1980 in Aydın) ist ein ehemaliger türkischer Fußballspieler, der zuletzt für MKE Ankaragücü spielte.

## Karriere

### Vereinskarriere
Toscalı begann seine Fußballerkarriere bei Yeni Nazillispor. Hier machte er in der Saison 1997/98 als Amateurspieler vier Spiele in der damaligen dritthöchsten Spielklasse. Zur Saison 1999/00 wechselte er dann zu Aydınspor und spielte hier zwei Spielzeiten lang.
2001 unterschrieb er mit Muğlaspor seinen ersten Profi-Vertrag und setzte sich auf Anhieb als Stammspieler durch. Ein Jahr später wechselte er zu Tarsus İdman Yurdu. Auch hier schaffte er auf Anhieb den Sprung in die Startformation und spielte drei Spielzeiten lang.
2005/06 wechselte er zum Süper-Lig-Verein Kayserispor. Hier kam er in den ersten beiden Spielzeiten zu regelmäßigen Einsätzen. In der dritten Spielzeit eroberte er sich einen Stammplatz und gewann zum Saisonende mit seinem Team den Türkischen Fußballpokal.
Zum Anfang der Saison 2010/11 wurde ihm vom neuen Trainer Schota Arweladse mitgeteilt, dass er nicht mit Toscalı plane.
So wechselte er innerhalb der Liga zu MKE Ankaragücü. In den ersten Wochen der Saison 2011/12 geriet sein Verein in finanzielle Engpässe und konnte über lange Zeit die Spielergehälter nicht zahlen. So verließen viele Spieler Ankaragücü. Toscalı hielt dem Verein die Treue und führte sein Team als Mannschaftskapitän durch den Abstiegskampf.
Nachdem sein Vertrag mit Ankaragücü zum Sommer 2012 ausgelaufen war, verließ er diesen Verein und wechselte ablösefrei zum Erstligisten Mersin İdman Yurdu.
Anfang September 2013 kehrte er zu seinem alten Verein MKE Ankaragücü zurück und spielte hier eine Spielzeit lang.

### Nationalmannschaftskarriere
Toscalı wurde 2007 vom Nationaltrainer Fatih Terim zum ersten Mal für die türkische Nationalmannschaft nominiert und machte dann sein erstes und bisher einziges Länderspiel.